# توصيل الدواء الرئوي

الجهاز الرئوي للانسان و المجاري التنفسية

هو طريقة إعطاءو المجاري التنفسية للانسان يستخدم فيها المرضى جهاز الاستنشاق لاستنشاق أدويتهم ويجري امتصاص الأدوية في مجرى الدم عبر الغشاء المخاطي للرئة. تستخدم هذه التقنية بشكل شائع في علاج أمراض الرئة، على سبيل المثال، الربو ومرض الانسداد الرئوي المزمن (COPD). تشمل الأنواع المختلفة من أجهزة الاستنشاق أجهزة الاستنشاق بالجرعات المقننة (MDI) وأجهزة الاستنشاق بالمسحوق الجاف (DPI) وأجهزة الاستنشاق بالرذاذ الناعم (SMI) وأجهزة البخاخات. يتأثر معدل وفعالية توصيل الدواء الرئوي بخصائص جزيئات الدواء وأنماط التنفس وهندسة الجهاز التنفسي.
يقلل توصيل الدواء الرئوي من الآثار الجانبية الجهازية ويزيد من التوافر البيولوجي بسبب الامتصاص الموضعي من خلال الرئة. تشمل العيوب تهيج الدواء المحتمل للرئة، ومحدودية ذوبان الدواء، ونسبيًا التخلص بمستوى عالٍ من الأدوية، وتعتمد فعالية الدواء على تقنيات الاستنشاق وامتثال المرضى. يمكن أن تكون تركيبة الدواء صعبة لأن الدواء يجب أن يتجاوز آليات الدفاع في الجهاز التنفسي. يمكن أيضًا أن يكون من الصعب بشكل خاص التنبؤ بديناميكية وحركة الدواء في المرضى المسنين بسبب التغيرات المرتبطة بالعمر في تكوين الجسم.
قد تؤدي التطورات المستمرة في هندسة أجهزة الاستنشاق والتكنولوجيا وتركيبات الأدوية إلى تحسين الفعالية والتغلب على تحديات توصيل الأدوية الرئوية. تتضمن التطورات الحديثة استخدام المسار الرئوي كمدخل للدورة الدموية الجهازية لعلاج الأمراض المختلفة، بالإضافة إلى تطوير تركيبة الأدوية الرئوية وتكنولوجيا هندسة الجسيمات لزيادة فعالية الولادة الرئوية.

## التطبيق / الاستخدام السريري
يستخدم توصيل الأدوية الرئوية بشكل أساسي للتطبيقات الموضعية في الرئتين، مثل استخدام ناهضات بيتا المستنشقة والكورتيكوستيرويدات ومضادات الكولين لعلاج الربو ومرض الانسداد الرئوي المزمن، واستخدام المقشع المستنشق والمضادات الحيوية لعلاج التليف الكيسي (CT) والالتهابات الفيروسية التنفسية ، واستخدام نظائر البروستاسيكلين المستنشقة لعلاج الارتفاع ضغط الدم الشرياني الرئوي (PAH).
بالإضافة إلى ذلك، يجري استخدام هذه التقنية للعلاج الجهازي، على سبيل المثال، استخدام الأنسولين المستنشق لإدارة مرض السكري، واستخدام لوكسابين المستنشق لعلاج الاضطرابات النفسية. يمكن أيضًا إعطاء اللقاحات، مثل لقاحات الحصبة والحصبة الألمانية عن طريق الاستنشاق.  

## أمثلة على أجهزة الاستنشاق

### -أجهزة الاستنشاق بالجرعات المقننة (MDIs)
تشمل أجهزة الاستنشاق بالجرعات المقننة أجهزة الاستنشاق بالجرعات المقننة المضغوطة (pMDIs) وأجهزة الاستنشاق بالجرعات المقننة التي تعمل بالتنفس (BAMDIs). أجهزة الاستنشاق المزودة بمقياس للجرعات هي أجهزة الاستنشاق الأكثر استخدامًا لعلاج أمراض الرئة. يتطلب تنسيق استنشاق المرضى وتشغيل أجهزة الاستنشاق. يتم تشغيل (BAMDIs)من خلال تدفق الشهيق للمرضى بدلًا من استخدام اليد، وحل مشكلة التنسيق. تتمتع أجهزة الاستنشاق المزودة بفواصل بفعالية مماثلة في توصيل الأدوية مقارنة بالبخاخات، مع فائدة إضافية في الراحة والفعالية من حيث التكلفة. يؤدي استخدام أجهزة الاستنشاق المزودة بمقياس للجرعات جنباً إلى جنب مع الفواصل أو غرف التثبيت ذات الصمامات (VHCs) أو الأقنعة إلى تحسين فعالية توصيل الدواء إلى الرئتين.

#### مزايا
1. سهولة نقلها.
2. يعطي جرعة ثابتة.
3. التوصيل الفعال للرذاذ الجوي لجزيئات الدواء.
4. رخيصة.
5. استخدام مريح.
6. طريقة إعطاء سليمة.[7]

##### مساوئ
تتطلب التنسيق بين الاستنشاق وتشغيل جهاز الاستنشاق.

###### أمثلة
1. أجهزة الاستنشاق بالجرعات المقننة المضغوطة (pMDIs).
2. أجهزة الاستنشاق بالجرعات المقننة التي تعمل بالتنفس (BAMDIs).

### -أجهزة الاستنشاق بالمساحيق الجافة (DPIs)
يتم إطلاق مساحيق الأدوية الصلبة في (DPIs) بقوة تدفق الشهيق للمريض. يرتبط تدفق الهواء المضطرب الناتج داخل جهاز الاستنشاق بواسطة قوة الاستنشاق بحركة تدفق الهواء والمقاومة داخل جهاز الاستنشاق. يجب على المرضى الاستنشاق بتدفق شهيقي كاف للتغلب على مقاومة (DPIs)، مما يؤدي إلى تراكم جزيئات الدواء من أجل توصيل رئوي ناجح.

#### مزايا
1. قابلية عالية للحمل.
2. يتم تسليم جرعة ثابتة.
3. تتطلب الحد الأدنى من التنسيق بين الاستنشاق وتشغيل جهاز الاستنشاق.[7][10]

##### مساوئ
1. تتطلب تدفقًا شهيقيًا كافيًا من المرضى.
2. حساس للرطوبة.[7][10]

###### أمثلة
1. توربوهالر
2. أكوهالر
3. هانديهالر
4. جنوير
5. إليبتا

### -أجهزة الاستنشاق بالرذاذ الناعم (SMIs)
يعمل  جهاز الاستنشاق بالرذاذ الناعم عن طريق رش جرعة ثابتة من تركيبة الأدوية السائلة إلى جزيئات صغيرة قابلة للاستنشاق من خلال نظام فوهة دقيق للغاية باستخدام الطاقة الناتجة عن الزنبرك المضغوط بالرافعة، دون استخدام الوقود الدافع. تسهل المدة البطيئة والطويلة للرذاذ تنسيق المريض بين تشغيل جهاز الاستنشاق والاستنشاق نفسه.

#### مزايا
1. سهلة النقل.
2. تتطلب الحد الأدنى من التنسيق بين المريض والاستنشاق.
3. تفريغ الدواء في الرئتين بمستوى عالٍ.[13]

##### مساوئ
1. ندرة توفرها في الأسواق.
2. مكلفة نسبيًا.[13]

###### أمثلة
1. ريسبيمات
2. البخاخات

### -البخاخات
تستخدم البخاخات بشكل أساسي في حالات الطوارئ، أو من قبل المرضى الذين يعانون من ضعف الامتثال لأجهزة الاستنشاق المفيدة الأخرى. تقوم البخاخات بتوصيل الدواء إلى الرئتين عن طريق تحويل تركيبات الأدوية السائلة القائمة على الماء إلى قطرات قابلة للاستنشاق ميكانيكيا، مثل استخدام نظام الموجات فوق الصوتية، أو حراريًا. تشمل الأنواع الرئيسية من البخاخات البخاخات الشبكية الاهتزازية (VMN) والبخاخات النفاثة (JN) والبخاخات بالموجات فوق الصوتية.

#### مزايا
1. تثقيف المرضى وتنسيقهم غير مطلوب.
2. مناسب للمرضى الأكبر سناً والأطفال.
3. رضا أكبر للمرضى نظراً للرذاذ الجوي المرئي.
4. تستخدم بسهولة مع التنفس المد جزري.[16]

##### مساوئ
1. تستغرق وقتًا أول لإيصال العلاج.
2. جرعات الدواء غير دقيقة.
3. جهاز ضخم.
4. مكلفة.
5. تتطلب صيانة دورية.
6. انخفاض كفاءة توصيل الدواء إلى الرئتين.[16]

###### أمثلة
1. البخاخات الشبكية الاهتزازية (VMN).
2. البخاخات النفاثة (JN).
3. البخاخات بالموجات فوق الصوتية.

## العوامل التي تؤثر على توصيل الدواء الرئوي
لتحقيق توصيل ناجح للأدوية الرئوية، يجب ألا يترسب جزء صغير من الجسيمات المستنشقة في الجهاز التنفسي العلوي إذ سيجري ابتلاعها أو قشعها دون الوصول إلى الرئتين، مما يؤدي إلى فقدان التأثير الدوائي أو التسبب بآثار جانبية جهازية غير مرغوب فيها. تشمل العوامل التي تؤثر على ترسب جزيئات الدواء في الرئتين خصائص جزيئات الدواء وأنماط التنفس وهندسة الجهاز التنفسي.

### -خصائص جسيمات المخدرات
يؤثر قطر الجسيمات وكثافة الجسيمات بشكل كبير على نمط ترسب الدواء في الجهاز التنفسي، وهما أكثر الاعتبارات شيوعًا لصياغة الأدوية الرئوية. جزيئات الدواء التي يزيد قطرها عن 5 ميكروميتر، تترسب في الغالب على الجهاز التنفسي العلوي، مما يحد من كمية جزيئات الدواء التي تصل إلى الرئة. جزيئات المخدرات متوسطة الحجم التي يتراوح قطرها بين 2 ميكروميتر إلى 5 ميكروميتر، تترسب بشكل أساسي على الشعب الهوائية المركزية والصغيرة.  جزيئات المخدرات الصغيرة التي يبلغ قطرها أصغر من 2 مايكرومتر، تترسب في الغالب على الاكياس الهوائية. تشمل العوامل الأخرى التي تؤثر على ترسب الأدوية الشحنة الكهروستاتيكية للجسيمات وشكل الجسيمات وتقلب الجسيمات. الشحنة الكهروستاتيكية لجزيئات الدواء تعزز الترسب بسبب تكوين القوة الكهروستاتيكية على جدار الجهاز التنفسي. شكل الجسيمات غير الكروية له مسار دخول مختلف مقارنة بمسار الجسيمات الكروية، مما يتسبب في تغيير نمط الترسيب. يؤثر تقلب الجسيمات على قطر الجسيمات بسبب تغير قطر الجسيمات في أثناء التكثيف والتبخر.

#### أنماط التنفس
يرتبط ترسب جزيئات الدواء بمتوسط زمن البقاء وحجم المد والجزر. تؤدي الزيادة في متوسط وقت البقاء أو حجم المد والجزر إلى تحسين ترسب الدواء في الرئتين، بينما تؤدي زيادة تدفق الهواء إلى تقليل متوسط وقت البقاء، مما يؤدي إلى انخفاض الترسب الكلي لجزيئات الدواء.

##### هندسة الجهاز التنفسي
يؤدي تشعب القصبة الهوائية إلى قصبات ذات قطر أصغر إلى زيادة التدفق المضطرب، مما يؤدي إلى زيادة الترسب في الجهاز التنفسي الكبير عن طريق الانحشار.

## المزايا
ترتبط العديد من المزايا بالطريقة الرئوية لإعطاء الدواء. بالنسبة لأمراض الجهاز التنفسي، يمكن توصيل الدواء مباشرة إلى موقع المرض لإجراء العلاج الموضعي، وبالتالي يمكن تحقيق بداية فعالة سريعة والآثار الجانبية الجهازية تكون قليلة. يمكن أن تحقق جرعة أقل من الدواء تأثيرًا علاجيًا مماثلًا مقارنة بطرق الإعطاء الأخرى. بالنسبة للأدوية المصممة لممارسة تأثير جهازي من خلال الرئة كهدف للدواء، يمكن أن يصل الدواء إلى الدورة الدموية متجاوزاً ضعف امتصاص الجهاز الهضمي والتمثيل الغذائي الكبدي الأول الذي يحسن التوافر البيولوجي للدواء. كما أن مساحة السطح الامتصاصية الكبيرة والغشاء عالي النفاذية مع إمدادات الدم الغنية تمكن أيضاً من البدء السريع للعمل وزيادة التوفر البيولوجي للدواء.